# Akrar
Akrar (Øgrum en danois) est un village des îles Féroé. Il a été fondé en 1817. Il est situé à 1,7 km (2 min) de Lopra.